# NGC 2536
NGC 2536 là một thiên hà xoắn ốc có thanh với cấu trúc vòng trong nổi bật bao quanh thanh trong chòm sao Cự Giải đang tương tác với NGC 2535. Hai thiên hà được liệt kê cùng nhau trong Atlas Thiên hà đặc biệt như một ví dụ về thiên hà xoắn ốc có bạn đồng hành với độ sáng bề mặt cao.